# Linopteridius africanus
Linopteridius africanus là một loài bọ cánh cứng trong họ Cerambycidae.